# Холт, Гарольд
Гарольд Эдуард Холт (англ. Harold Edward Holt; 5 августа 1908 года — 17 декабря 1967 года) — австралийский политик, семнадцатый премьер-министр страны.

## Биография
Родился в семье школьных учителей. Родители развелись, когда ему было 10 лет. Он посещал колледж Уэсли в Мельбурне, а затем поступил в университет Мельбурна. В университете изучал право, кроме того играл в футбол, крикет и теннис за команду колледжа. В 1930 году он окончил обучение, а в 1931 году — стал членом гильдии. Работал солиситором, был секретарём кинематографической ассоциации (англ. Cinematograph Exhibitors' Association).
В 1940 году, уже после начала политической карьеры, записался в австралийскую армию (шла Вторая мировая война), но после пяти месяцев службы вернулся к парламентской деятельности. В 1946 году женился на Заре Фелл, усыновив троих её детей от предыдущего брака.

### Политическая карьера
В 1934 году Холт баллотировался в парламент Австралии по округу Ярра (англ. Yarra), но его противником был бывший премьер-министр Джеймс Скаллин, и Холт проиграл выборы. С 1935 по 1966 годы являлся депутатом австралийского парламента от объединённой партии Австралии, представляя округа Фаукнер (англ. Fawkner, 1935—1949 года) и Хиггинс (англ. Higgins, 1949—1966 года).
Занимал посты министра труда и национальных услуг, а также министра по научным и индустриальным исследованиям в правительствах Роберта Мензиса и Артура Фаддена. Позднее он снова занимал пост министра труда и национальных услуг, введя воинскую обязанность для всех мужчин старше 18 лет. В 1949—1956 годах был министром иммиграции. Благодаря ему была отменена схема «белой» иммиграции в Австралию, практиковавшаяся с 1901 года. Схема заключалась в отказе нежелательным иммигрантам (не европейцам), который осуществлялся путём выдачи им теста, который было невозможно пройти.
В 1956 году стал вторым человеком и в либеральной партии, и в палате представителей, а в 1958 году — казначеем Австралии. После ухода Роберта Мензиса в 1966 году стал лидером партии и премьер-министром страны. В июне 1966 года он посетил с визитом США, где обсуждал вопросы вьетнамской войны с президентом Джонсоном. Холт поддержал политику американцев и к концу 1966 года 6 тысяч солдат были отправлены во Вьетнам. Вместе с тем, росло недовольство этой позицией, и если в 1966 году Холт выиграл выборы, то в 1967 году он стал подвергаться многочисленным нападкам.
В том же году, 14 февраля, представил новую десятичную валюту — доллары и центы. В 1967 году австралийцы проголосовали за изменение конституции, предоставив права чистокровным аборигенам.

## Конец жизни
17 декабря 1967 года Холт пропал без вести во время купания около Портси, штат Виктория. Он отдыхал с предполагаемой любовницей и её близкими на пляже и отправился в море плавать, несмотря на высокие волны. Сопровождавшие Холта подняли тревогу и вызвали большой контингент полиции, солдат, водолазов ВМС и вертолётов ВВС. Несмотря на одну из крупнейших поисковых операций в истории Австралии, тело премьер-министра так и не было найдено. 19 декабря он был признан умершим, а пост премьер-министра занял Джон Макьюэн. Существуют версии, что он мог совершить самоубийство.